# Gbessia

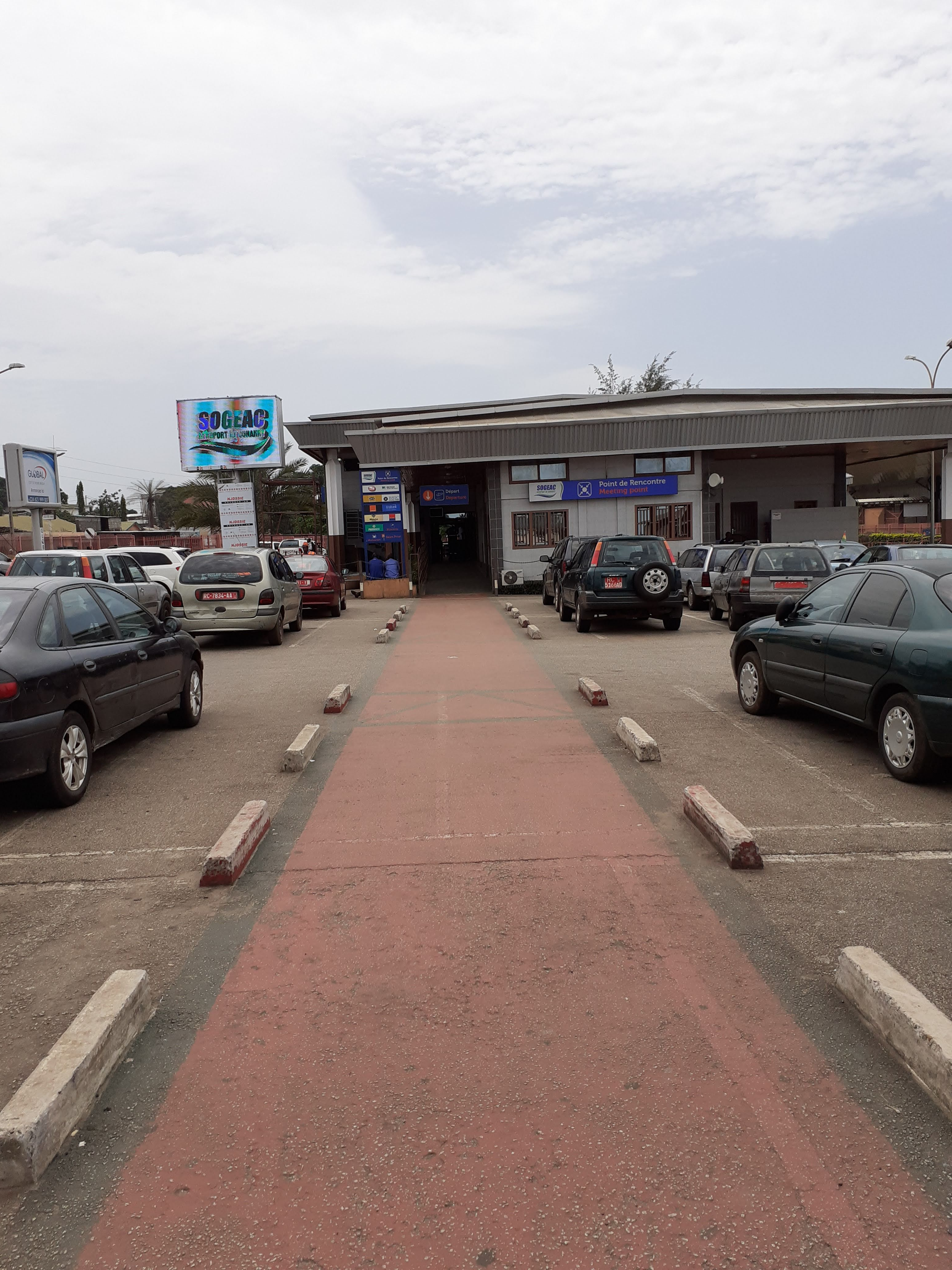
L'aéroport Ahmed Sékou Touré

Gbessia est l'une des douze communes constituant la ville de Conakry, capitale de la Guinée.

## Histoire
Relevant de la commune de Matoto et Ratoma. Gbessia est érigée en commune en janvier 2024, le CNT approuve le nombre de communes de Conakry à douze sur proposition du ministère de l'administration du territoire dont Gbessia, Tombolia, Lambagni, Sonfonia, Kagbelen et Sanoyah.

## Situation géographique
La commune de Gbessia dont le chef-lieu est Cité de l’air, est limitée au nord par la route Leprince, à l’est par la transversale numéro 3 (T3) se prolongeant sur la rivière de la tannerie, à l’ouest par le bas-fond de Dabondy et au sud par le bord de mer.

## Administration
En avril 2024, le MATD confie la gestion des nouvelles communes a des délégations spéciales
| N° | Nom          | intituler | Debut      | fin      | motif |
| -- | ------------ | --------- | ---------- | -------- | ----- |
| 01 | Mory Diakite | President | avril 2024 | En cours |       |
|    |              |           |            |          |       |

## Infrastructures
La commune de Gbessia comporte L'aéroport international Ahmed Sékou Touré, qui le seul aéroport international de la Guinée. 

Il comporte aussi le pont reliant l'autoroute Fidel Castro à  la route du Niger au sud, ainsi qu'à la Transversale 1 allant jusqu'à l'autoroute Le Prince au nord.